# Kalimekar
Kalimekar is een bestuurslaag in het regentschap Cirebon van de provincie West-Java, Indonesië. Kalimekar telt 2538 inwoners (volkstelling 2010).